# 7 Television Commercials
7 Television Commercials és una col·lecció de videoclips del grup anglès Radiohead, que va llançar el 1998 amb cançons dels dos darrers àlbums d'estudi The Bends (1995) i OK Computer (1997).
El vídeo en format VHS es va publicar el 4 de maig de 1998 al Regne Unit i el 30 de juny als Estats Units, mentre que el DVD es va llançar el 4 d'agost de 2003 i el 5 d'agost respectivament, amb l'addició de material fotogràfic.
La crítica va valorar aquest disc de manera desigual, van destacar que tenia qualitat però que podria ser millor, i van criticar negativament que dels 30 minuts que durava el documental, només set eren videoclips musicals.

## Llista de cançons
| Núm.          | Títol                       | Durada |
| ------------- | --------------------------- | ------ |
| 1.            | «Paranoid Android»          |        |
| 2.            | «Street Spirit (Fade Out)»  |        |
| 3.            | «No Surprises»              |        |
| 4.            | «Just»                      |        |
| 5.            | «High and Dry» (versió EUA) |        |
| 6.            | «Karma Police»              |        |
| 7.            | «Fake Plastic Trees»        |        |
| Durada total: | Durada total:               | 34:03  |

## Personal
Tots els vídeos foren encarregats per Dilly Gent i el disseny artístic foren a càrrec de Stanley Donwood i The White Chocolate Farm.
- "Paranoid Android"
Director: Magnus Carlsson
Productor: Peter Gustaffson
Empresa productora: Wegelius Animation AB
- "Street Spirit (Fade Out)"
Director: Jonathan Glazer
Productor: Nick Morris
Fotografia: Steve Keith-Roach
Empresa productora: Academy Music Video Ltd
- "No Surprises"
Director: Grant Gee
Productor: Phil Barnes
Fotografia: Dan Landin
Empresa productora: Kudos (Music Video)
- "Just"
Director: Jamie Thraves
Productor: Niki Amos
Fotografia: Alexander Seligman
Empresa productora: Oil Factory Inc
- "High and Dry" (Versió EUA)
Director: Paul Cunningham 
Productor: Myke Zykoff
Fotografia: Adam Beckman
Empresa productora: Oil Factory Inc
- "Karma Police"
Director: Jonathan Glazer
Productor: Nick Morris
Fotografia: Steve Keith-Roach
Empresa productora: Academy Music Video Ltd
- "Fake Plastic Trees"
Director: Jake Scott
Productor: Ellen Jacobson
Fotografia: Salvatore Totino
Empresa productora: Black Dog Films (LA)